# Henryk Rebuschini
Henryk Rebuschini, właśc. Enrico Rebuschini (ur. 28 kwietnia 1860 w Gravedona, zm. 10 maja 1938 w Cremona) – włoski kamilianin (MI, OCR), błogosławiony Kościoła rzymskokatolickiego.
Mając 24 lata wstąpił do seminarium duchownego, a w 1887  roku w wieku 27 lat rozpoczął nowicjat w Zakonie Kleryków Regularnych Posługujących Chorym.  Dwa lata później otrzymał święcenia kapłańskie. Potem został wysłany do szpitala w Weronie poświęcając się chorym.
W dniu 23 kwietnia 1938 roku odprawił ostatnią mszę. Zmarł kilka dni później na zapalenie płuc mając 78 lat w opinii świętości.
Henryk Rebuschini został beatyfikowany przez papieża Jana Pawła II w dniu 4 maja 1997 roku razem z Zefirynem Giménezem Malla, Kajetanem Catanoso, Florentynem Asensio Barroso i Marią Guyart-Martin.